# Saint-Restitut
Saint-Restitut település Franciaországban, Drôme megyében. Lakosainak száma 1450 fő (2022. január 1.). Saint-Restitut Clansayes, Saint-Paul-Trois-Châteaux, Solérieux, Suze-la-Rousse és Bollène községekkel határos.

## Népesség
A település népessége az elmúlt években az alábbi módon változott:
| Lakosok száma | 453  | 630  | 947  | 1347 | 1362 | 1359 | 1387 | 1443 | 1462 | 1450 |
|               | 1968 | 1982 | 1990 | 2006 | 2013 | 2015 | 2017 | 2019 | 2020 | 2022 |